# Gyál
Gyál  este un oraș în districtul Gyál, județul Pesta, Ungaria, având o populație de 22.211 locuitori (2011). 

## Demografie
Componența etnică a orașului Gyál
     Maghiari (94,92%)
     Romi (1,94%)
     Români (1,07%)
     Necunoscut (0,8%)
     Alții (1,26%)
Componența confesională a orașului Gyál
     Romano-catolici (28,18%)
     Fără religie (22,46%)
     Reformați (12,49%)
     Atei (1,76%)
     Greco-catolici (1,32%)
     Necunoscută (32,72%)
     Alte religii (3,83%)
Conform recensământului din 2011, orașul Gyál avea 22.211 locuitori. Din punct de vedere etnic, majoritatea locuitorilor (94,92%) erau maghiari, existând și minorități de romi (1,94%) și români (1,07%). Apartenența etnică nu este cunoscută în cazul a 0,8% din locuitori. Nu există o religie majoritară, locuitorii fiind romano-catolici (28,18%), persoane fără religie (22,46%), reformați (12,49%), atei (1,76%) și greco-catolici (1,32%). Pentru 32,72% din locuitori nu este cunoscută apartenența confesională.